# De refuserades salong

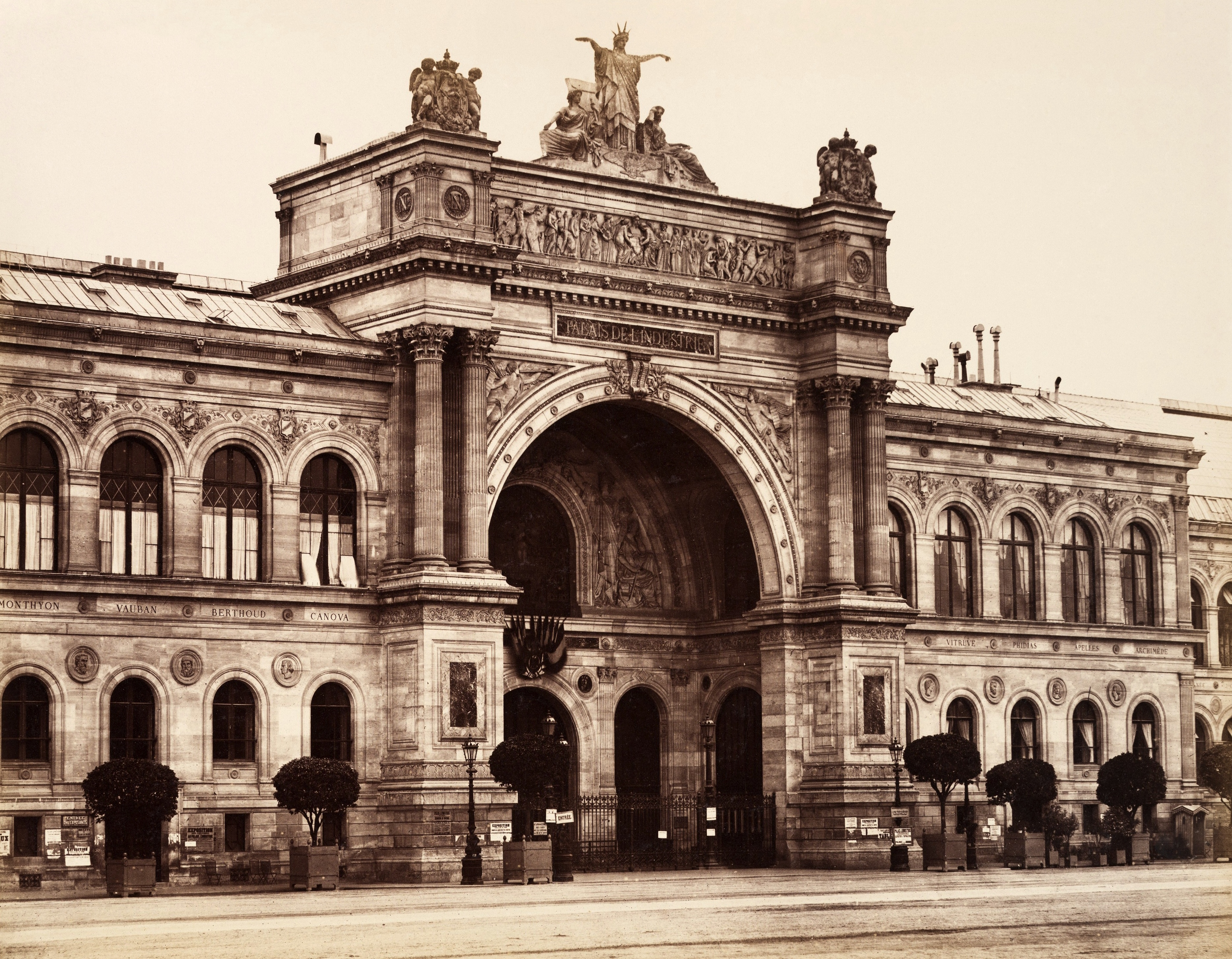
Palais de l'Industrie, där den första utställningen hölls 1863.

De refuserades salong, eller på franska Salon des Refusés, var en konstutställning i Paris för konstnärer som hade blivit avvisade av juryn vid Parissalongen som var den viktigaste utställningen för konstnärer på 1800-talet. De refuserades salong arrangerades flera gånger mellan 1863 och 1886.

## Historik
Den första Refuserades salong arrangerades i Paris i 1863 på order av Napoleon III efter protester från konstnärer som upprepade gånger hade blivit avvisade av Salongjuryn, huvudsakligen realister och impressionister. Den första utställningen visade verk av bland annat Paul Cézanne, Camille Pissarro, James Whistler och Édouard Manet. Manets målning Frukost i det gröna var det verk som blev mest omtalat och orsakade skandal.
De refuserades salong arrangerades sedan 1874, 1875 och 1886, fram tills myndigheterna drog tillbaka sitt ekonomiska stöd till utställningen.
Refuserade verk

Symfoni i vitt av James McNeill Whistler.
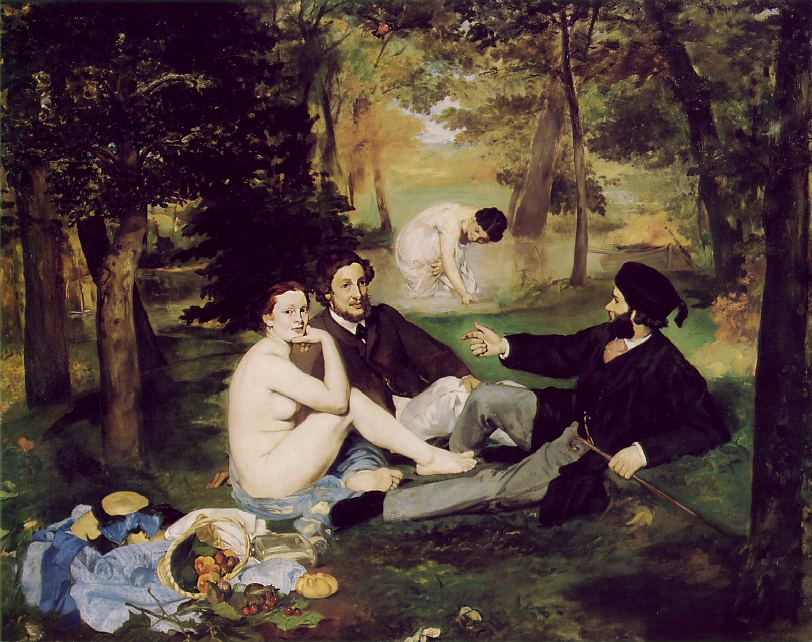
Frukost i det gröna av Edouard Manet.

Uttrycket De refucerades salong har sedan dess även använts i andra sammanhang. När Miljöpartiet de gröna var nybildat på tidigt 1980-tal kallade Olof Palme det nya partiet De refuserades salong